# Ranunculus javanicus
Ranunculus javanicus är en ranunkelväxtart som beskrevs av Carl Ludwig von Blume. Ranunculus javanicus ingår i släktet ranunkler, och familjen ranunkelväxter. Inga underarter finns listade i Catalogue of Life.